# آپر وست ساید

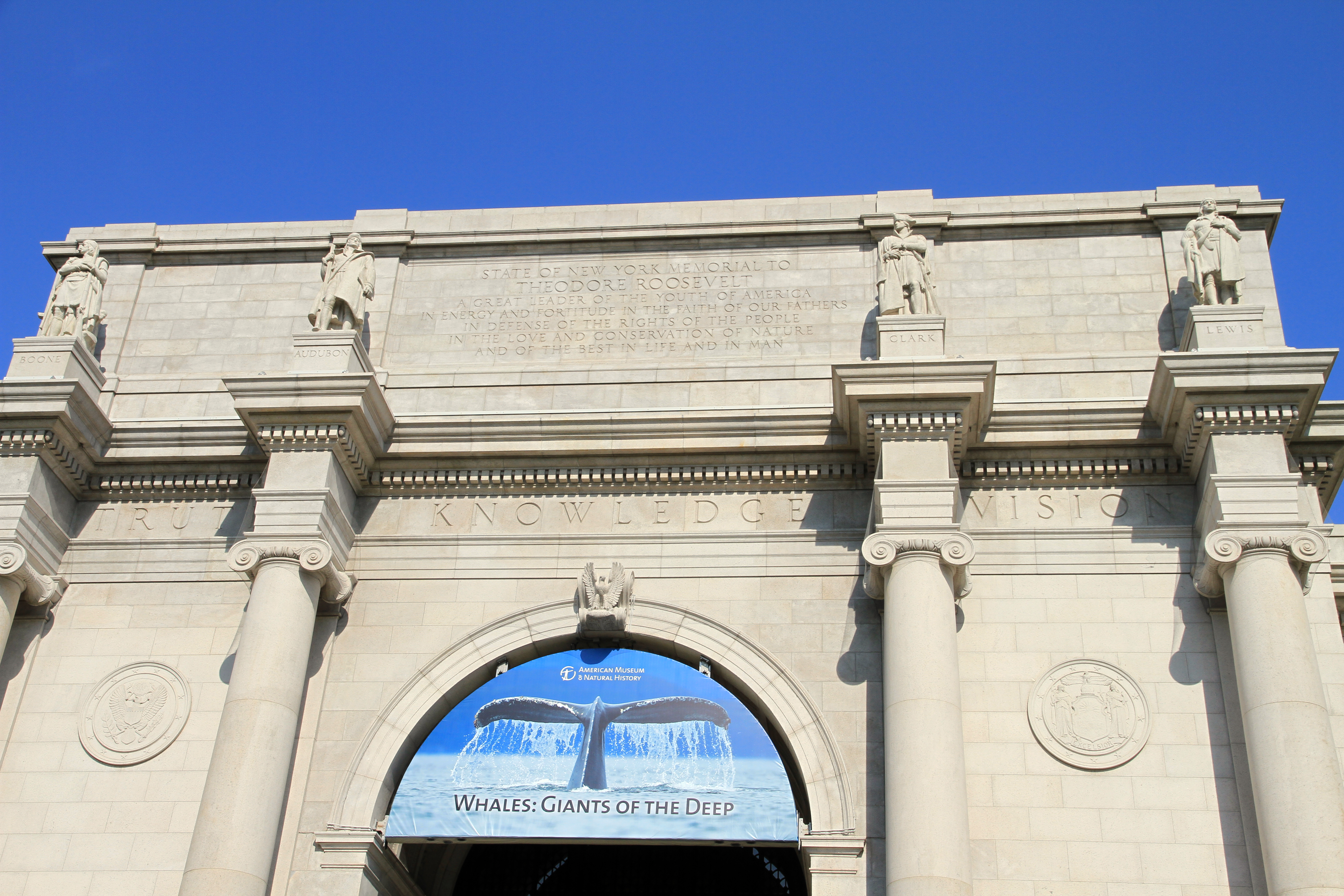
موزهٔ آمریکایی تاریخ طبیعی

آپر وست ساید (بخش غربی بالایی) یکی از محلات در منهتن نیویورک است. این محله بین سنترال پارک و رود هادسن واقع شده است. آپر وست ساید از غرب خیابان پنجاه و نهم شروع می‌شود تا غرب خیابان ۱۱۰ ادامه می‌یابد. آپر وست ساید به سبب دانشگاه کلمبیا که در قسمت شمالی آن و لینکلن سنتر که در انتهای جنوبی آن قرار گرفته به محله فرهنگی و روشنفکری مشهور است.